# 胡克瑟瓦尔德
胡克瑟瓦尔德（荷蘭語：Hoeksche Waard，荷蘭語發音：[ˈɦuksə ˌʋaːrt]）是荷蘭南荷蘭省的一個市镇，成立於2019年1月1日，由原市鎮宾嫩马斯、克罗姆斯特赖恩、科伦代克、旧拜耶兰和斯特赖恩合併而成。